# 인천삼산경찰서
인천삼산경찰서(仁川三山警察署, Incheon Samsan Police Station)는 인천광역시경찰청이 관할하는 경찰서 중 하나이다. 인천광역시 부평구 일부지역을 관할한다. 인천광역시 부평구 굴포로 104 (삼산동)에 위치하고 있다.
서장은 총경으로 보한다.

## 관할 파출소 및 지구대
인천삼산경찰서는 3개 지구대와 2개 파출소를 산하에 두고 있다.
| 명칭        | 사진 | 주소                       | 관할구역                            | 치안센터 |
| ----------- | ---- | -------------------------- | ----------------------------------- | -------- |
| 갈산지구대  |      | 굴포로7번길 43 (갈산동)    | 갈산1·2동, 삼산1·2동                |          |
| 부흥지구대  |      | 부개로 4 (부개동)          | 부개3동, 부평4동 일부, 부평5동 일부 |          |
| 중앙지구대  |      | 주부토로 10 (부평동)       | 부평4동 일부, 부평5동 일부          |          |
| 부개파출소  |      | 경인로1092번길 19 (부개동) | 부개1동, 일신동                     |          |
| 부개2파출소 |      | 충선로 49 (부개동)         | 부개2동, 부평5동 일부               |          |

## 같이 보기
- 인천광역시지방경찰청